# Buteco Goiânia
Buteco Goiânia (também conhecido como Buteco Goiânia Ao Vivo) é um EP do cantor e compositor  brasileiro de sertanejo Gusttavo Lima, lançado em 7 de outubro de 2022 e gravado em 3 de setembro do mesmo ano, data em que é comemorado o aniversário do cantor, no estacionamento do Estádio Serra Dourada, em Goiânia.

## Descrição
O destaque do EP fica por conta da canção "Ex dos Meus Sonhos", que descreve uma ex que respeita um término recente, tem um pé no futuro, mas vive o momento presente, diferente de uma atual que na vida do companheiro pode ser vista como um verdadeiro pesadelo.
"Já havia dado uma palhinha dessa música em algumas oportunidades e a galera curtiu demais, por isso, a escolhemos para abrir no YouTube essa sequência de videoclipes do nosso novo projeto, que está lindo!", comenta Gusttavo Lima.
O show aconteceu na comemoração do aniversário de 33 anos do cantor, com seu festival Buteco, contando até com shows de outros artistas como Xand Avião, a dupla Matheus & Kauan, Thiago Brava e Felipe Amorim.

### Antecedentes
O EP, que conta com 7 faixas, sucede os singles "Termina Comigo Antes", "Não Pega Ninguém Ainda" e "Fala Mal de Mim" na discografia lançada por Gusttavo Lima ao longo desse ano, gravados durante a realização do seu festival Buteco, cada um em uma capital diferente.

## Lista de faixas
| N.º            | Título                  | Compositor(es)                                                                           | Duração |  |
| 1.             | "Ex dos Meus Sonhos"    | Eliabe Quexim / Lucas Papada / Felipe Viana / Lucas Souza / Matheus Dipadua / Thales Gui | 3:02    |  |
| 2.             | "Cara da Derrota"       | Vinni Miranda / Waléria Leão / Rafael Quadros / Blener Maycom                            | 2:41    |  |
| 3.             | "Vítima"                | Denner Ferrari / Leandro Rojas / Fred Liel                                               | 3:01    |  |
| 4.             | "Três Frases"           | Vinni Miranda / Waléria Leão / Gui Prado / Júnior Silva / Denner Ferrari                 | 2:40    |  |
| 5.             | "Nunca Mais Largo Você" | Samuel Deolli / Felipe Viana / Gabriel Pascoal / Leo Souzza / Klebin                     | 2:58    |  |
| 6.             | "Saudade Fudida*"       | Elan Rubio / Marcello Henrique / Marco Esteves / Vinicius Poeta                          | 2:37    |  |
| 7.             | "Sorte no Copo"         | Phillipe Pancadinha / Renato Sousa / Ana Juh / Lucas Papada                              | 3:02    |  |
| Duração total: | Duração total:          | Duração total:                                                                           | 20:01   |  |

Notas
- A canção é marcada, nas plataformas digitais, com a letra "E", de "explícito".

## Ficha técnica
- Produção Musical: Gusttavo Lima e Newton Fonseca
- Mixagem e Masterização: Newton Fonseca
- Direção de vídeo: Anselmo Troncoso
- Gravadora: Sony Music Brasil